# バーリントンハウス
バーリントンハウス（英称：BARRINGTON HOUSE）は、ラディアホールディングス（旧グッドウィル・グループ、現プロンプトホールディングス）が運営していた、富裕層を対象とした超高級老人ホーム。入居金が最高3億円と、この業界の水準に比べて高額なことで知られている。

## 運営施設
- バーリントンハウス馬事公苑
  - 所在地：東京都世田谷区上用賀1-22-23
  - 総室数：139室
  - 開設日：2006年5月25日
- バーリントンハウス吉祥寺
  - 所在地：東京都三鷹市下連雀5-3-5
  - 総室数：178室
  - 開設日：2007年5月25日

## 沿革
- 2005年3月 - 株式会社バーリントンハウス設立。
- 2006年6月11日 - 株式会社コムスンに吸収合併。
- 2007年12月1日 - コムスンによる事業譲渡により、株式会社ゼクスアクティブ・シニア（ゼクスグループ）が運営会社となる。
- 2009年2月10日 - ゼクスとの訴訟などを理由にラディアホールディングスが事業譲受することを発表。同日付けで、事業継承会社「バーリントン事業継承株式会社」（ラディアHD100%子会社）を設立。
- 2009年4月1日 - バーリントン事業継承株式会社に事業譲受（当初は同年3月13日の予定だった）。
- 2010年5月 - ハーフ・センチュリー・モアが吉祥寺の土地建物を取得（翌2011年10月14日に「サンシティ吉祥寺」として名称変更）[1]。
- 2010年11月16日 - 東急不動産が馬事公苑の土地建物を取得[2]。同日付けで「グランクレール馬事公苑」に名称変更。

## 注意点
- 高級マンションのような仕様であるが、「利用権方式」をとっているため、入居後は不動産とは違って、譲渡、転賃、相続、担保設定はできないので注意が必要である。
- 馬事公苑は、都の調べにより、建築確認を受けた図面と744カ所で構造上の食い違いが見つかったため、都により構造計算のやり直しを求められ、また吉祥寺でも不一致が見つかり、これにより馬事公苑と吉祥寺の2施設は、ゼクスへの譲渡が3ヶ月程度延期された。
  - その後ラディアHDは、2009年3月31日に吉祥寺では特に問題がなかったことと、馬事公苑の是正工事を同年4月下旬から行うことを発表した。